# Arnshain
Arnshain is een stadsdeel van de Duitse stad Kirtorf, Vogelsbergkreis, deelstaat Hessen.

## Geschiedenis
Arnshain was tot 01-08-1972 een gemeente in het toenmalige district Alsfeld, Hessen. Bij de bestuurlijke herindeling van het district Alsfeld is de gemeente ingedeeld bij de stad Kirtorf.